# 苏木精

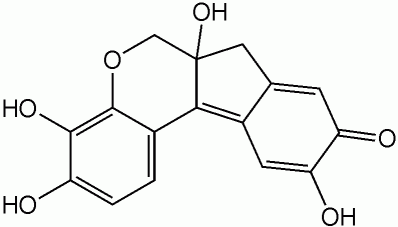
蘇木精氧化後形成苏木因

苏木精, 或 C.I. 75290，无色或淡灰黄色粉末，本身不是一种染料，由洋苏木的心材提取。氧化形成苏木因，后者与某些特定金属离子（主要为Fe（III）与Al（III））结合形成有色复合物。 用来给细胞核染色从而可在显微镜下观察。
苏木精-伊红染色（H＆E）在组织学中很常用，可以將細胞核染上深紫色，而且染色步驟並不複雜。染色是永久性的（而碘化钾碘溶液染色是暂时性的）。
1970年代，由于过度砍伐巴西和中美洲的森林造成了洋苏木的短缺，苏木精因而价格飙升，组织病理学的诊断成本升高，人们开始寻找其他核染色的方法。代替品尚未找到，洋苏木产量又回升了，苏木精重新回归人们的视线，虽然价格较之前高了些。其他推荐的代替物包括Celestine blue B (CI 51050), Gallocyanin (CI 51030), Gallein (CI 45445) 和 Solochrome cyanin (CI 43820). 四种染料都用Fe(III)做媒染剂，亦可选用红色染料蘇木素，只和苏木精相差一个羟基。

## 苏木精性质
苏木精是一种无色或淡灰黄色粉末。本身不是一种染料，氧化为苏木因后才具染色性质。

## 苏木精的氧化
两种氧化方式：自然氧化与人工氧化。

## 苏木精的媒染
单纯用苏木因溶液为组织染色，和普通酸性染料一样呈弥漫性染色。加入某些特定物质比如二价或三价的金属盐如铁，铝盐后，其金属离子就能与染料分子结合形成色淀（lake）。媒染剂（mordant）即为这些二价或三价的金属盐。